# Grigore Filipescu
Grigore Filipescu a fost un politician român din secolul al XIX-lea, ministru al controlului în guvernele fraților Kretzulescu, mai întâi în guvernul Constantin Kretzulescu de la București, între 27 martie - 6 septembrie 1859, și apoi în guvernul Nicolae Kretzulescu format la București, între 6 septembrie și 11 octombrie 1859, ambele formate după Mica Unire, dar înainte de unirea administrativă a Principatelor Române.